# Președintele Vietnamului
Președintele Republicii Socialiste Vietnam este șeful statului Vietnam, ales de Adunarea Națională a Vietnamului dintre delegații Adunării Naționale a Vietnamului. Întrucât Vietnamul este un stat cu un singur partid, președintele este în general considerat a deține a doua cea mai înaltă funcție în sistemul politic, după secretarul general al Partidului Comunist din Vietnam. În plus, președintele numește șeful guvernului, prim-ministrul. În calitate de șef de stat, președintele reprezintă Vietnamul atât pe plan intern, cât și internațional și menține funcționarea și stabilitatea regulată și coordonată a guvernului național și protejează independența și integritatea teritorială a țării.
Președintele trebuie să fie delegat al Adunării Naționale și este în mod tradițional membru al Comitetului Central al Partidului Comunist. Comitetul Central al Partidului Comunist desemnează candidați în Comitetul Permanent al Adunării Naționale, apoi Comitetul Permanent al Adunării Naționale confirmă și nominalizează acești candidați pentru alegerea oficială de către toți delegații Adunării Naționale.
Președintele numește vicepreședintele, prim-ministrul, miniștrii și alți funcționari cu acordul Adunării Naționale. Președintele este, de asemenea, comandantul șef suprem al Forțelor Armate Populare din Vietnam, președintele Consiliului pentru Apărare și Securitate. Este și membru al Biroului Politic, membru permanent al Comisiei Militare Centrale și al Comitetului Central al Poliției Partidului. Din septembrie 2011, președintele este și șeful Comitetului Central Director pentru Reforma Judiciară. Mandatul președintelui este de cinci ani, iar un președinte poate servi doar trei mandate. În cazul în care președintele ajunge în imposibilitatea de a-și îndeplini atribuțiile, vicepreședintele își asumă funcția de președinte interimar până când președintele își reia funcția sau până la alegerea unui nou președinte.
Puterile și prestigiul funcției de președinte au variat de-a lungul anilor. De exemplu, în timp ce președintele inaugural, Ho Și Min, a fost și președintele Partidului Comunist, făcându-l (în această calitate) primul membru de rang al Biroului Politic, cel mai înalt organism decizional din Vietnam, succesorul său, Tôn Đức Thắng, a servit ca o figură simbolică împreună cu secretarul general Lê Duẩn. De la ascensiunea lui Trường Chinh la președinție, președintele s-a clasat pe locul 1 (uneori a fost și președintele partidului) sau pe locul 2 în ordinea de prioritate a Biroului Politic al Partidului Comunist, cu excepția președintelui Nguyễn Minh Triết pe locul al patrulea, iar președintele Võ Chí Công era clasat pe locul trei.
Actualul președinte este Nguyễn Xuân Phúc, care a fost ales de Adunarea Națională în aprilie 2021. Nguyễn Phú Trọng este a treia persoană care a servit concomitent ca șef al Partidului și al Statului, celelalte două persoane care au făcut acest lucru fiind Ho Și Min și Trường Chinh.

## Istorie
Ho Și Min a fost numit primul președinte al Vietnamului în 1946 de către Adunarea Națională. Atât Constituția din 1946, cât și cea din 1959 prevedeau că Adunarea Națională are puterea de a numi și demite președintele. Președintele a reprezentat Vietnamul atât pe plan intern, cât și pe plan extern. Puterile și responsabilitățile președintelui au rămas neschimbate în constituția din 1959. Constituția din 1980 a transformat dramatic funcția de șef al statului. Funcția de președinte a fost desființată și înlocuită cu funcția de președinte al Consiliului de Stat (CS). Președinția CS a fost modelată după postul sovietic de președinte al Prezidiului Sovietului Suprem. Consiliul de Stat, ca și Consiliul de Miniștri, era un organism colectiv de decizie. Atât Consiliul de Stat, cât și Consiliul de Miniștri făceau parte din puterea executivă; consolidarea acestor instituții a slăbit rolul puterii legislative. Atribuțiile și responsabilitățile Consiliului de Stat au fost preluate de la Comitetul Permanent al Adunării Naționale, care și-a pierdut majoritatea puterilor și prestigiului în Constituția din 1980.
Membrii Consiliului de Stat erau aleși de Adunarea Națională și era alcătuit dintr-un președinte, vicepreședinți, un secretar general și alți membri. Membrii Consiliului de Stat nu puteau fi concomitent membri ai Consiliului de Miniștri. Președintele Consiliului de Stat a fost simultan președinte al Consiliului Național de Apărare (mai târziu Consiliul Național de Apărare și Securitate) și comandantul șef al Forțelor Armate Populare din Vietnam. Consiliul de Stat a supravegheat atribuțiile altor instituții, în special ale Consiliului de Miniștri, ale Organului Popular Suprem de Control și ale Consiliilor Populare la toate nivelurile. De asemenea, a prezidat alegerile pentru Adunarea Națională. Funcția de președinte al Consiliului de Stat, șeful statului, a fost desființată în Constituția din 1992 și înlocuită cu funcția de președinte.
Importanța președintelui nu a rămas constantă de-a lungul istoriei vietnameze. De exemplu, în timp ce Ho și Min a fost clasat ca prim membru al Biroului Politic, cel mai înalt organism decizional din Vietnam, succesorul său, Tôn Đức Thắng, a fost o figură simbolică cu puțină putere. Postul de șef al statului a fost consolidat în Constituția din 1980 prin numirea lui Trường Chinh, care a fost, prin ordinea de prioritate, al doilea cel mai înalt membru al Biroului Politic, după Lê Duẩn. Funcția de președinte și-a păstrat al doilea cel mai înalt rang în ordinea de prioritate a Biroului Politic până când Nguyễn Minh Triết a fost numit în 2006; a ocupat locul patru în ierarhia Biroului Politic. Biroul Politic ales în urma celui de-al 11-lea Congres Național al Partidului (desfășurat în ianuarie 2011) de către Comitetul Central, l-a ales pe Truong Tan Sang primul membru al Biroului Politic. Aceasta a fost prima dată în istoria Vietnamului în care cel mai înalt membru al Biroului Politic nu deține nici postul de secretar general, nici de președinte (a existat din 1951 până în 1969) al partidului. Deoarece Truong Tan Sang este primul membru al Biroului Politic, el este șeful neoficial al instituției. Întâlnirile Biroului Politic au loc regulat; deciziile în cadrul Biroului Politic sunt luate prin decizii colective, iar politicile sunt adoptate numai dacă majoritatea membrilor Biroului Politic le sprijină.

## Îndatoriri, puteri și responsabilități
Președintele este șeful statului Vietnam, iar principala sa prioritate este reprezentarea Vietnamului pe plan intern și extern. Funcționarul este ales de Adunarea Națională a Vietnamului, este responsabil în fața acesteia și îi raportează. Mandatul președintelui este de cinci ani, același cu cel al Adunării Naționale. Președintele continuă să servească în funcțiile sale până când Adunarea Națională alege un succesor. Președintele are următoarele atribuții executive și legislative:
- Să promulge legi, decrete-legi și Constituția,
- Să suspende punerea în aplicare sau abrogarea actelor primului-ministru sau viceprim-ministrului care contravin Constituției și legilor;
- Să acționeze în calitate de comandant șef al țării și să dețină funcția de președinte al Consiliului Național de Apărare și Securitate din Vietnam,
- Convoacă reuniuni ale Consiliului Național de Apărare și Securitate din Vietnam,
- Președintele va lua măsuri pentru a proteja suveranitatea Republicii Socialiste Vietnam, independența și integritatea statului și pentru a asigura funcționarea și interacțiunea concertată a tuturor organelor puterii de stat;
- Să propună Adunării Naționale alegerea sau demiterea din funcție a vicepreședintelui, primului ministru, șefului Curții Supreme Populare și șefului Oficiului Suprem de Supraveghere și Control al Poporului,
- Președintele are dreptul de a prezida reuniunile Guvernului Vietnamului,
- Numirea sau demiterea funcționarilor, personalului și angajaților Președinției,
- Numirea sau demiterea viceprim-miniștrilor, miniștrilor și alți membri ai guvernului,
- Să proclame starea de război sau amnistia,
- Pe baza unei rezoluții a Comitetului permanent, președintele poate dispune o mobilizare generală sau parțială sau poate proclama stare de urgență la nivel național sau într-o anumită regiune,
- Să propună Comisiei permanente să-și revizuiască decretele-lege și hotărârile pe problemele prevăzute la pct. 8 și 9, art. 91, în termen de zece zile de la adoptarea acestora; dacă acele decrete-lege și rezoluții sunt din nou adoptate de către Comitetul permanent al Adunării Naționale cu opoziția președintelui țării, acesta din urmă va raporta chestiunea Adunării Naționale pentru ca aceasta să decidă chestiunea la cea mai apropiată ședință.
- Numirea sau eliberarea din funcție a judecătorului-șef adjunct și a judecătorilor Curții Supreme Populare și a directorului adjunct al Oficiului Popular Suprem de Supraveghere și Control,
- Numirea sau demiterea șefului de stat major, adjunctul șefului de stat major, șeful Direcției generale de politică și a șefului adjunct al Departamentului general de politică
- Să confere titluri și grade ofițerilor superiori ai Forțelor Armate Populare din Vietnam și acordă „titluri și grade diplomatice și alte titluri și grade de stat; să confere medalii, insigne și onoruri și distincții de stat”.
- Numirea și rechemarea ambasadorilor extraordinari și plenipotențiari și primirea ambasadorilor străini extraordinari și plenipotențiari, pentru a negocia și semna acorduri internaționale în numele Republicii Socialiste cu șefii altor state; poate aproba sau adera la acorduri internaționale, cu excepția cazurilor în care este necesară o decizie a Adunării Naționale,
- Să acorde naționalitatea vietnameză, să retragă naționalitatea vietnameză sau să priveze pe cineva de naționalitatea vietnameză,
- Să dețină șefia Comitetului director al Reformei Judiciare Centrale,
- Să supravegheze detectarea și gestionarea tuturor comportamentelor corupte,
- Să fie directorul Consiliului Economic.

Consiliul Național de Apărare și Securitate (CNAS) este compus din președinte, prim-ministru și alți membri. Membrii CNAS sunt propuși de președinte și aprobați de Adunarea Națională. Membrii CNAS nu trebuie să fie membri ai Adunării Naționale. Procesul decizional al CNAS este cel al unei conduceri colective. Printre puterile sale se numără dreptul de a mobiliza toate forțele în numele apărării naționale, iar în caz de război Adunarea Națională poate încredința CNAS atribuții și puteri speciale.

## Ordinea de succesiune
Articolul 93 din Constituția Vietnamului. În cazul în care președintele nu poate îndeplini atribuțiile funcției sale, vicepreședintele, prim-ministrul și miniștrii în conformitate cu ordinea de succesiune devin președinte interimar.
- Vice-președinte
- Prim-ministru
- Ministrul Apărării Naționale
- Ministrul Securității Publice
- Ministrul Afacerilor Externe
- Ministrul Afacerilor Interne
- Ministru al justiției
- Ministrul Finanțelor
- Ministrul Transporturilor
- Ministrul Construcțiilor
- Ministrul Educației și Instruirii
- Ministrul Agriculturii și Dezvoltării Rurale
- Ministrul Industriei și Comerțului
- Ministrul Planificării și Investițiilor
- Ministrul Științei și Tehnologiei
- Ministrul Resurselor Naturale și Mediului
- Ministrul informației și comunicațiilor
- Conducătorii Inspectoratului Guvernului
- Guvernatorul Băncii de Stat
- Liderii Comisiei pentru problemele minorităților etnice
- Liderii Biroului Guvernului
- Ministrul Muncii, Invalizilor și Afacerilor Sociale
- Ministrul Culturii, Sportului și Turismului
- Ministrul Sănătății

## Lucrări
- Duong, Van Nguyen (2008). The Tragedy of the Vietnam War: A South Vietnamese Officer's Analysis. McFarland. ISBN 978-0786432851.
- Porter, Gareth (1993). Vietnam: The Politics of Bureaucratic Socialism. Cornell University Press. ISBN 978-0801421686.